# NGC 420
NGC 420 (другие обозначения — UGC 752, MCG 5-3-83, ZWG 501.127, ZWG 502.3, PGC 4320) — линзообразная галактика (S0) в созвездии Рыбы.
Этот объект входит в число перечисленных в оригинальной редакции «Нового общего каталога».
Галактика NGC 420 входит в состав группы галактик NGC 452. Помимо NGC 420 в группу также входят ещё 26 галактик.

## Открытие и идентификация
Астроном Уильям Гершель во время наблюдений описал два объекта NGC 420 и NGC 421 как «Два. Оба очень слабые, очень маленькие. А этот является самым большим». Как отметил впоследствии историк по астрономии Гарольд Корвин, так как NGC 420 является единственным объектом в этом районе, то он скорее всего является «самым крупным», и должен был быть указан как NGC 421 вместо NGC 420. Однако, до этого времени, по более чем столетней традиции наименования объекта показало, что такое более справедливое переназначение идентификации спорно. Возник вопрос, какой объект к западу от NGC 420 следует указать как NGC 421. Так как этот момент оказался неопределённым и очевидным, то со временем стали считать, что NGC 421 «не найден» (и такой же вывод сделал сам Корвин).